# My Girl (film)
 For alternative betydninger, se My Girl. (Se også artikler, som begynder med My Girl)
My Girl er en amerikansk dramakomediefilm fra 1991 instrueret af Howard Zieff og med Anna Chlumsky, Macaulay Culkin og Dan Aykroyd på rollisten. Filmen blev efterfulgt af My Girl 2.

## Medvirkende
| Skuespiller         | Rolle             |
| ------------------- | ----------------- |
| Anna Chlumsky       | Vada Sultenfuss   |
| Macaulay Culkin     | Thomas J. Sennett |
| Dan Aykroyd         | Harry Sultenfuss  |
| Jamie Lee Curtis    | Shelly Devoto     |
| Peter Michael Goetz | Dr. Welty         |
| Griffin Dunne       | Mr. Bixler        |
| Richard Masur       | Phil              |